# Henderson (Maryland)
Henderson es un pueblo ubicado en el condado de Caroline, Maryland, Estados Unidos. Tiene una población estimada, a mediados de 2020, de 160 habitantes.

## Geografía
La localidad está ubicada en las coordenadas 39°4′30″N 75°45′58″O / 39.07500, -75.76611 (39.074942, -75.766077).

## Demografía
Según la Oficina del Censo, en 2000 los ingresos medios de los hogares de la localidad eran de $32,500 y los ingresos medios de las familias eran de $33,125. Los hombres tenían ingresos medios por $30,625, frente a los $21,875 que percibían las mujeres. Los ingresos per cápita para la localidad eran de $11,678. Alrededor del 14.2% de la población estaba por debajo del umbral de pobreza.
De acuerdo con la estimación 2016-2020 de la Oficina del Censo, alrededor del 15.3% de la población está por debajo del umbral de pobreza.